# Nagari Muaro Sei Lolo
Nagari Muaro Sei Lolo is een bestuurslaag in het regentschap Pasaman van de provincie West-Sumatra, Indonesië. Nagari Muaro Sei Lolo telt 4781 inwoners (volkstelling 2010).